# Салчипапа
Салчипапа (исп. salchipapa или salchipapas) — перуанское фаст-фуд-блюдо, обычно употребляется как уличная еда, как правило, состоит из тонко нарезанных жареных говяжьих сосисок или колбасы, картофеля фри, с капустным салатом. Название блюда, это контаминация от испанского слова salchicha (колбаса/сосиски) и papa (картофель). Блюдо подаётся с разными соусами, такими как кетчуп и горчица, crema de aceituna (оливковый соус), а также ахи или перец чили. Иногда сверху добавляют жареное яйцо или сыр; его также можно подавать с помидорами и салатом, украсить орегано.

## История

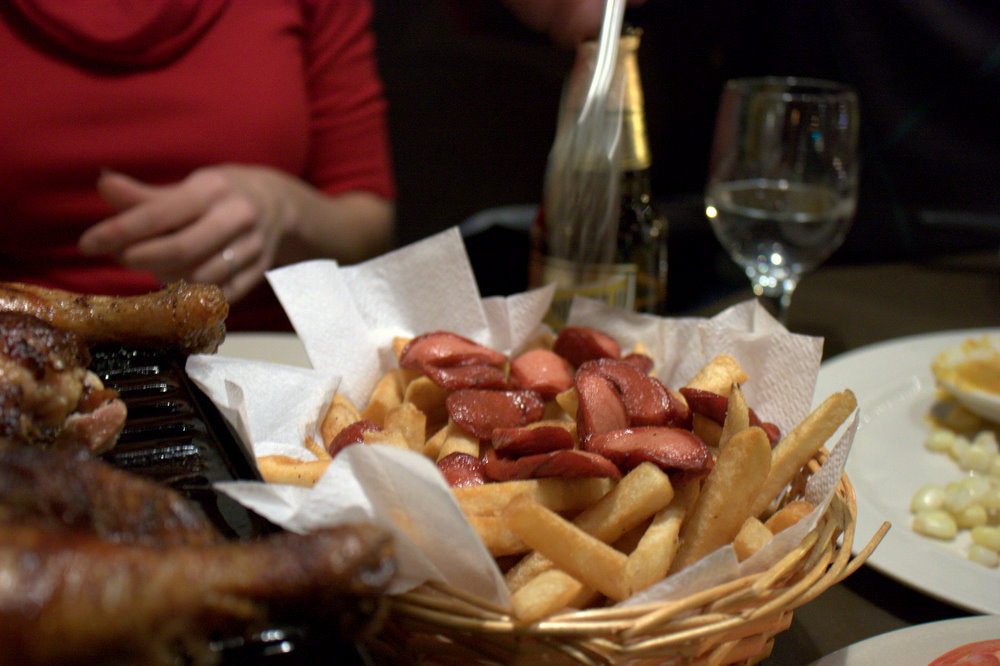
Блюдо салчипапа вошло в различные латиноамериканские кухни

Салчипапа была изобретена как уличная еда в Лиме, Перу. С годами блюдо распространилось по всему Перу. В Латинской Америке популярность этого блюда вышла за пределы перуанской кухни, и теперь оно также характерно для эквадорской и боливийской кухни. Блюдо также продаётся на аргентинских улицах и рынках.
Блюдо продолжает распространяться из-за иммиграции из Боливии в аргентинские, колумбийские и перуанские рестораны в США и Чили. Есть вариант блюда, больше известный как «чорипапас» (приготовленный из чоризо вместо колбасы). Такой вариант также можно встретить в Мексике. Оно очень похоже на мексиканско-американскую уличную еду, известную как «карне асада фри».

## Галерея

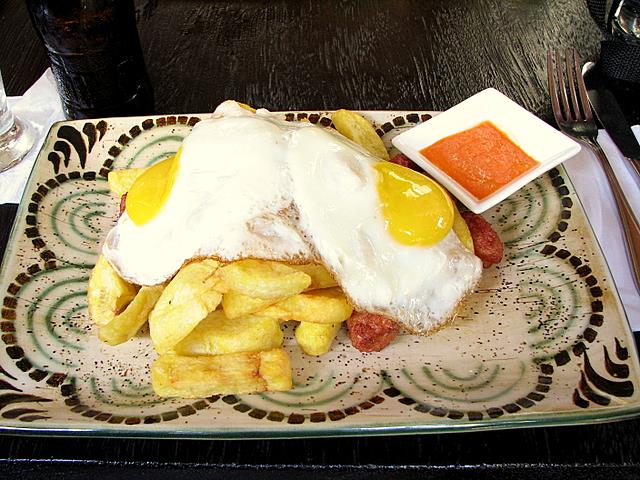
Некоторые рестораны изменяют рецепт салчипапы, чтобы улучшить традиционную уличную еду.
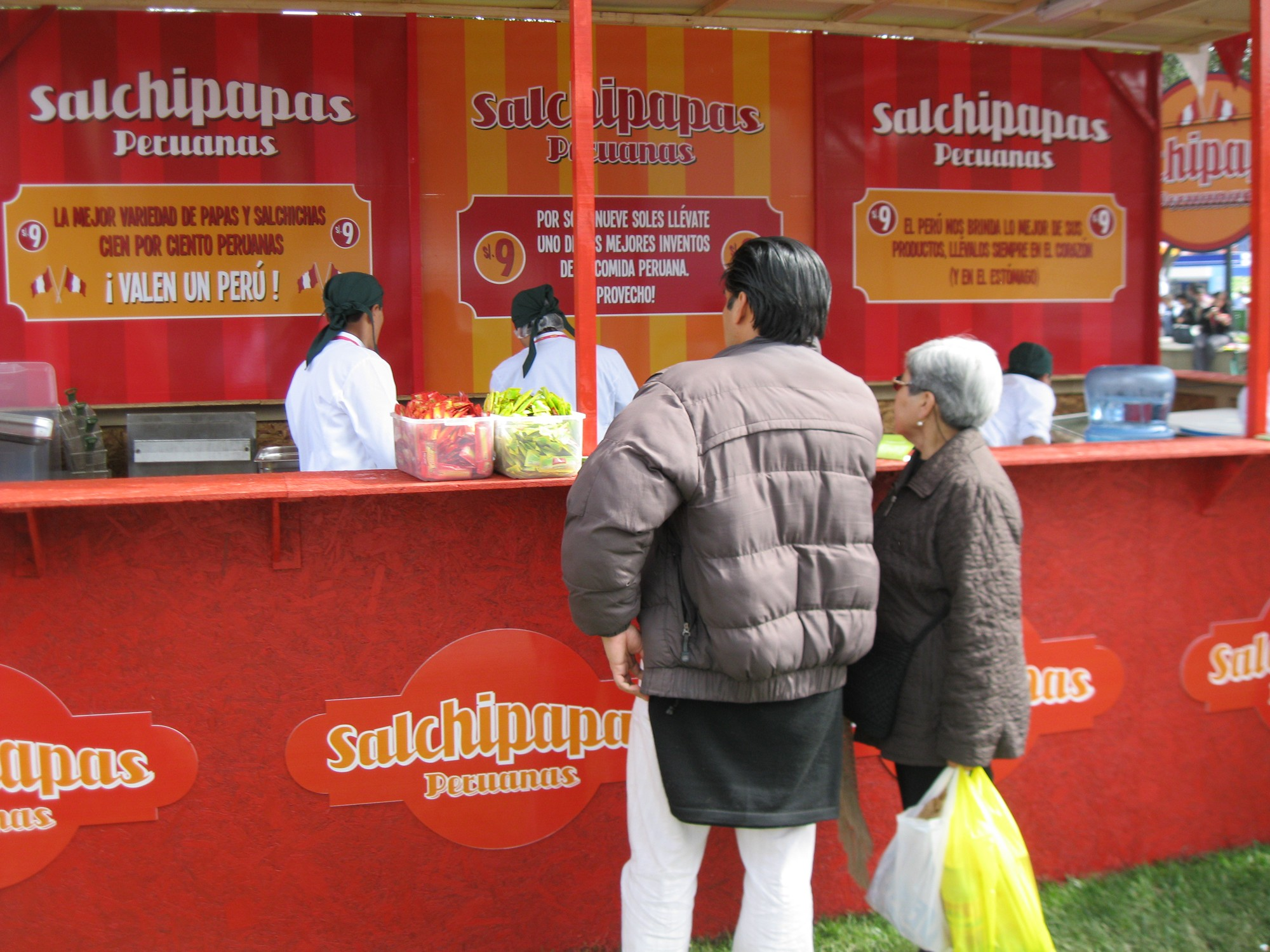
Употребление салчипапы остается высоким в городских секторах Лимы.
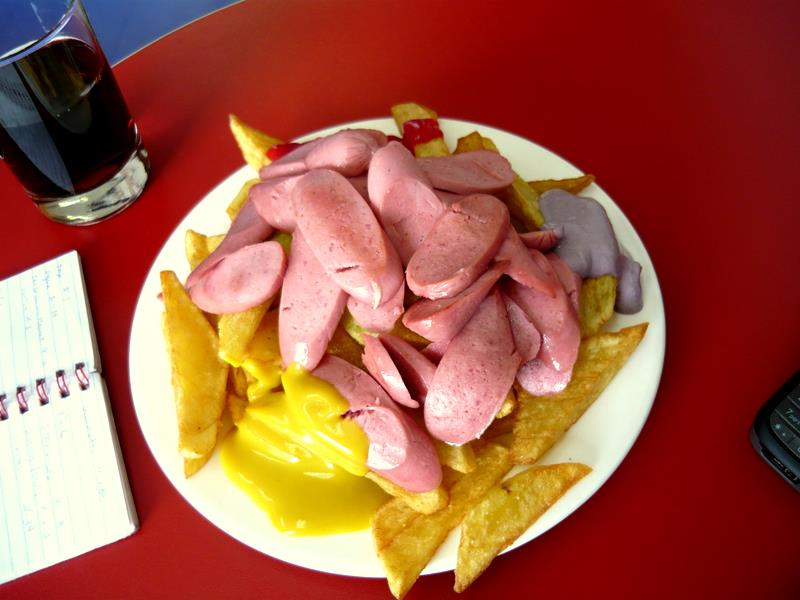
Большое количество калорий в салчипапах вызывает беспокойство у защитников общественного здоровья.